# Krummacher
De familie Krummacher afkomstig uit het Duitse Tecklenburg heeft in de 18e eeuw en in de 19e eeuw verschillende protestantse theologen voortgebracht die door hun geschriften invloed hadden in Nederland. 
- Friedrich Adolf Krummacher (1767 - 1845) Rector van het gymnasium te Moers (1793), hoogleraar theologie aan de Universiteit van Duisburg (1800). Hij stierf als predikant in Bremen.
- Gottfried Daniel Krummacher (1774 - 1837) Predikant in Baerl (1798), Wülfrath (1801) en Elberfeld (1816). Broer van Friedrich Adolf Krummacher. Hij was de leider van de piëtistische beweging in het Wuppertal.
- Emil Wilhelm Krummacher (1798–1886), Predikant in Duisburg (1841). Zoon van Friedrich Adolf Krummacher (1767-1845)
- Friedrich Wilhelm Krummacher (1796–1868), Predikant in Frankfurt am Main (1819), Ruhrort (1823), Gemarke (1825) en Elberfeld (1834) Berlijn (1847) Potsdam (1853). Zoon van Friedrich Adolf Krummacher